# Comuna Budo-Litkî, Luhînî
Budo-Litkî (în ucraineană Будо-Літківська сільська рада) este o comună în raionul Luhînî, regiunea Jîtomîr, Ucraina, formată din satele Berezovîi Hrud, Budo-Litkî (reședința) și Radohoșcea.

## Demografie
Componența lingvistică a comunei Budo-Litkî
     Ucraineană (97,82%)
     Rusă (1,54%)
     Alte limbi (0,51%)
Conform recensământului din 2001, majoritatea populației comunei Budo-Litkî era vorbitoare de ucraineană (97,82%), existând în minoritate și vorbitori de rusă (1,54%).